# Karl Lamers
Karl Lamers é um político alemão da União Democrata-Cristã (CDU) e ex-membro do Bundestag alemão.
De 1990 a 2002, Lamers foi porta-voz de política externa do grupo parlamentar da CDU e presidente do Comité de Relações Externas.